# 德兰 (上索恩省)
德兰（法語：Delain，法語發音：[dəlɛ̃]）是法国上索恩省的一个市镇，属于沃苏勒区。

## 地理
德兰（47°34'37"N, 5°38'11"E）面积12.2 平方千米，位于法国勃艮第-弗朗什-孔泰大區上索恩省，该省份为法国东部内陆省份，北起顺时针与孚日省、贝尔福地区省、杜省、汝拉省、科多尔省和上马恩省接壤。
与德兰接壤的市镇（或旧市镇、城区）包括：拉雷、阿谢、萨隆河畔当皮埃尔、德内夫尔、蒙托。

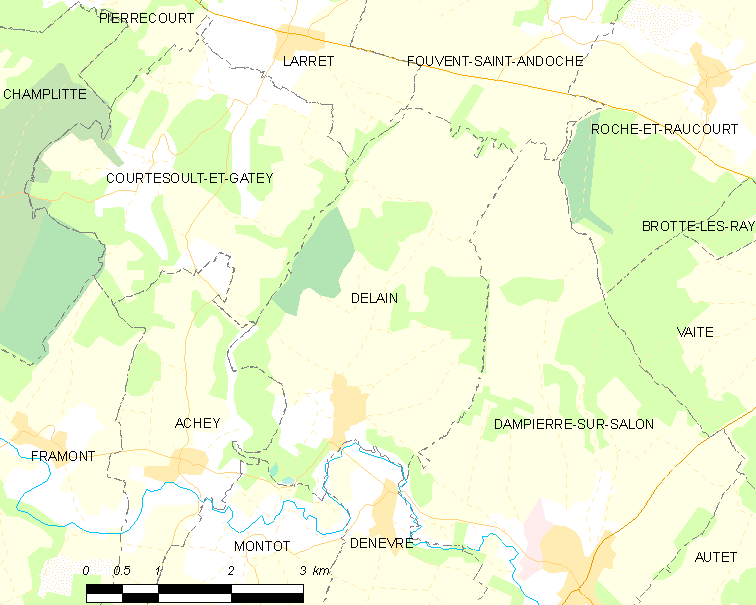
的OSM定位图

德兰的时区为UTC+01:00、UTC+02:00（夏令时）。

## 行政
德兰的邮政编码为70180，INSEE市镇编码为70201。

## 政治
德兰所属的省级选区为萨隆河畔当皮埃尔县。

## 人口

1962-2008年间人口变化图示

德兰于2022年1月1日时的人口数量为190人。